# Hél

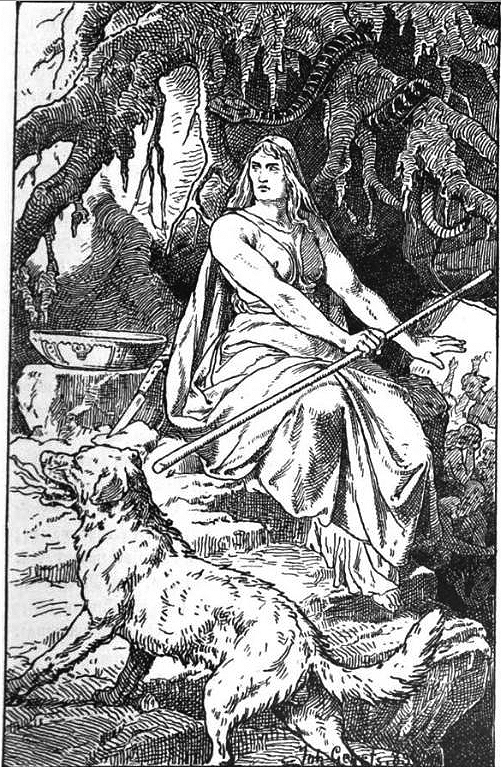
Hél, a holtak birodalmának úrnője. Johannes Gehrts műve (1889)

A skandináv mitológiában Hél az a lény, aki az azonos nevű birodalma (Helheim vagy Hél) felett uralkodik. A ravasz Loki isten és Angrboda óriásasszony lánya. Két testvére van: egyikük Fenrir farkas, aki az istenek alkonyakor, a Ragnarökkor elpusztítja Odint. Másik testvére Jörmungand kígyó, akivel Thor végez. 
Hél jelképezi a skandináv alvilágot, ahová a holtaknak az a része jut, akik nem csatában, hanem betegségben  vagy öregségben hunytak el. A holtak birodalmának úrnője félig élő, félig holt volt, egyes források szerint fél arca, míg mások szerint a lábai voltak holtak. 
Hél létéről tanúskodik a Verses Edda, amely korábbi hagyományos források 13. századi gyűjteménye, illetve a Prózai Edda, amit Snorri Sturluson írt. Érdekesség, hogy a keresztények Hél nevét használták fel a pokol elnevezésére. 
A Próza-Edda leírása alapján Hélnek nagyszerű kastélyai vannak rendkívül magas falakkal és hatalmas kapukkal, van egy Éljúðnir nevezetű csarnoka, „Éhség”  nevű edénye,  és egy kése, amelynek neve „Éhezés”. Szolgálói Ganglati és Ganglöt (mindkét név lusta sétálgatót jelent). A bejárati küszöbének neve „Akadály”, ágya a „Betegágy”, függönye a „Csillogó bála”.

## Baldr halála
A történetről a Próza-Edda 49. fejezete ír. Baldr, Odin és Frigg fia Loki cselszövése által hal meg, amikor a vak Hödr lelövi az istent fagyöngyből készült nyílvesszővel. Hermod, Baldr fivére lemegy az alvilágba, hogy megkérje Hélt, engedje szabadon testvérét. A holtak úrnője ezt csak azzal a feltétellel teljesítené, ha minden élő megsiratja Baldrt. Egyedül egy Tokk nevű óriásasszony (aki valójában az álruhás Loki) nem hajlandó erre, így Baldrnek Hél birodalmában kell maradnia, egészen az istenek alkonyáig. Ez a történet jól érzékelteti azt, hogy még Ódinnak sincsen hatalma a holtak úrnője felett.